# Juruva-verde
Momoto-de-coroa-ruiva ou juruva-verde (nome científico: Baryphthengus ruficapillus) é uma espécie de ave das juruvas. Pode ser encontrada na Argentina, Brasil e Paraguai. Seus habitats naturais são florestas primárias e galerias.

## Taxonomia e sistemática
A juruva-verde e a juruva-ruiva (Baryphtengus martii) são as duas únicas espécies do gênero Baryphthengus, e às vezes têm sido tratados como coespecíficas. Esta espécie é monotípica. Embora subespécies tenham sido propostas no âmbito brasileiro, as diferenças mostraram ser simplesmente variações individuais.

## Descrição
A juruva-verde mede 42 centímetros de comprimento e pesa entre 140 e 151 gramas. Os espécimes adultos são, em sua maioria, verdes na parte superior e verde-oliva na parte inferior. Sua coroa e nuca são vermelhas e apresenta uma mancha preta de borda turquesa ao redor dos olhos. O peito também tem uma mancha preta, com faixas avermelhadas ao longo da barriga. A parte inferior desta é a azul esverdeada. Os espécimes juvenis tem a mesma cor; contudo, são mais opacos.

## Distribuição ehabitat
Este pássaro habita florestas primárias e galerias, esta última principalmente ao longo de cursos de água. Sua elevação varia de próximo ao nível do mar até 1.200 metros. Pode ser encontrada no extremo nordeste da Argentina, sudeste do Brasil e no leste do Paraguai.

## Comportamento

### Alimentação
A juruva-verde apresenta uma grande variedade de alimentação, que incluem: insetos e suas larvas; aranhas; caramujos; pequenos répteis, mamíferos e pássaros; e, em menor grau, frutas. A espécie tem sido observada seguindo formigas-correição para capturar os insetos e pequenos animais que tentam escapar, às vezes, também forrageia em bandos de espécies mistas.

### Criação
Os pássaros nidificam em uma toca em um buraco de terra; eles cavam o seu próprio ou usam tocas abandonadas que foram cavadas por outro animal, como um tatu. A toca pode ter mais de um metro de comprimento. A espécie põe dois ou três ovos, provavelmente em setembro e outubro, com base na época em que filhotes e filhotes foram observados. Ambos os sexos alimentam os jovens.

### Vocalização
A espécie vocaliza principalmente antes do amanhecer e ao anoitecer. Faz uma "série de notas 'hoo-oo-oo-oo-oo'" que foram comparadas ao canto da coruja.

## Status
A juruva-verde tem uma grande extensão de área e uma grande população que se situam em muitas áreas protegida; contudo, esta está decaindo em decorrência do desmatamento. Apesar disso, a União Internacional para a Conservação da Natureza classifica o status da espécie é pouco preocupante.